# Super Rugby

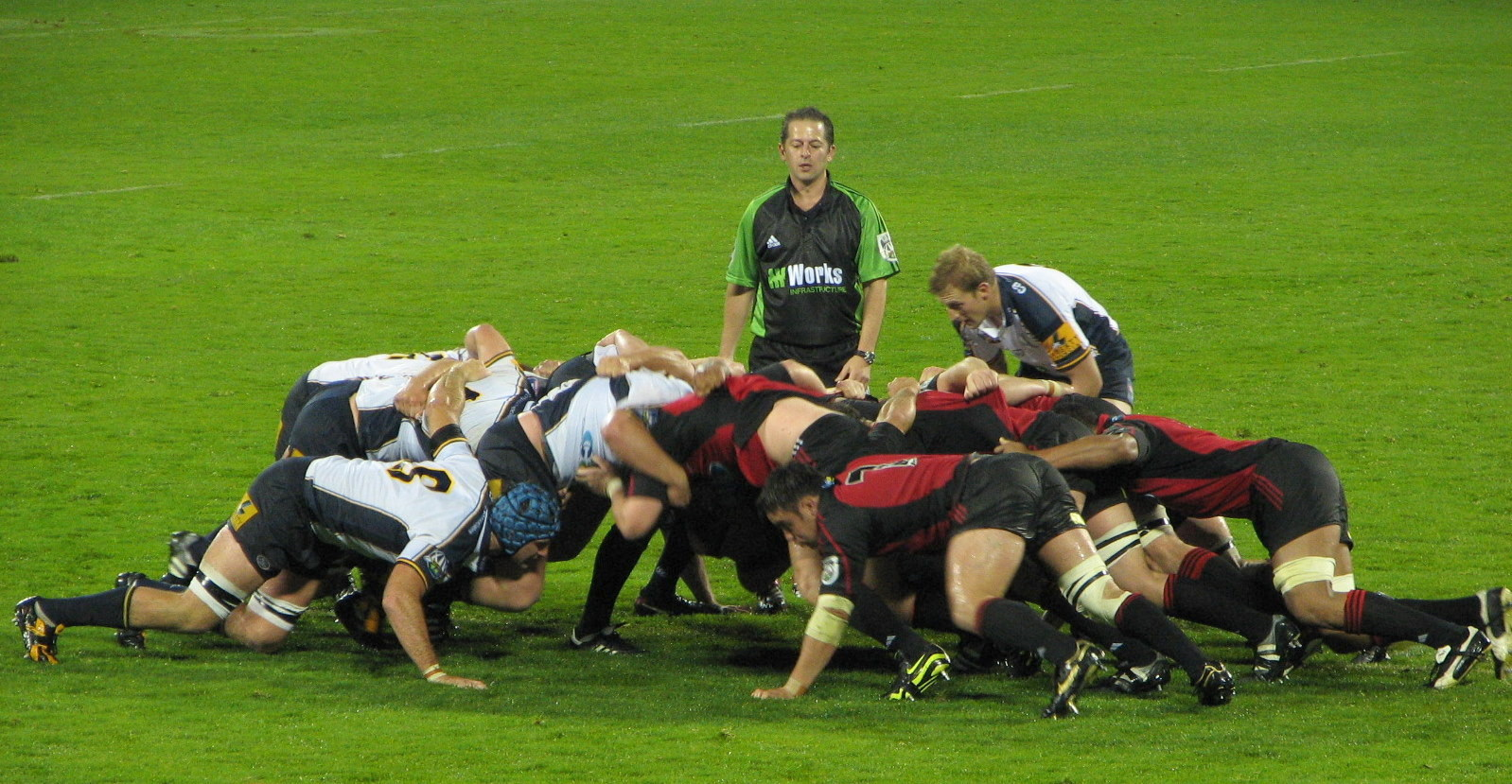
Mecz Crusaders vs. Brumbies

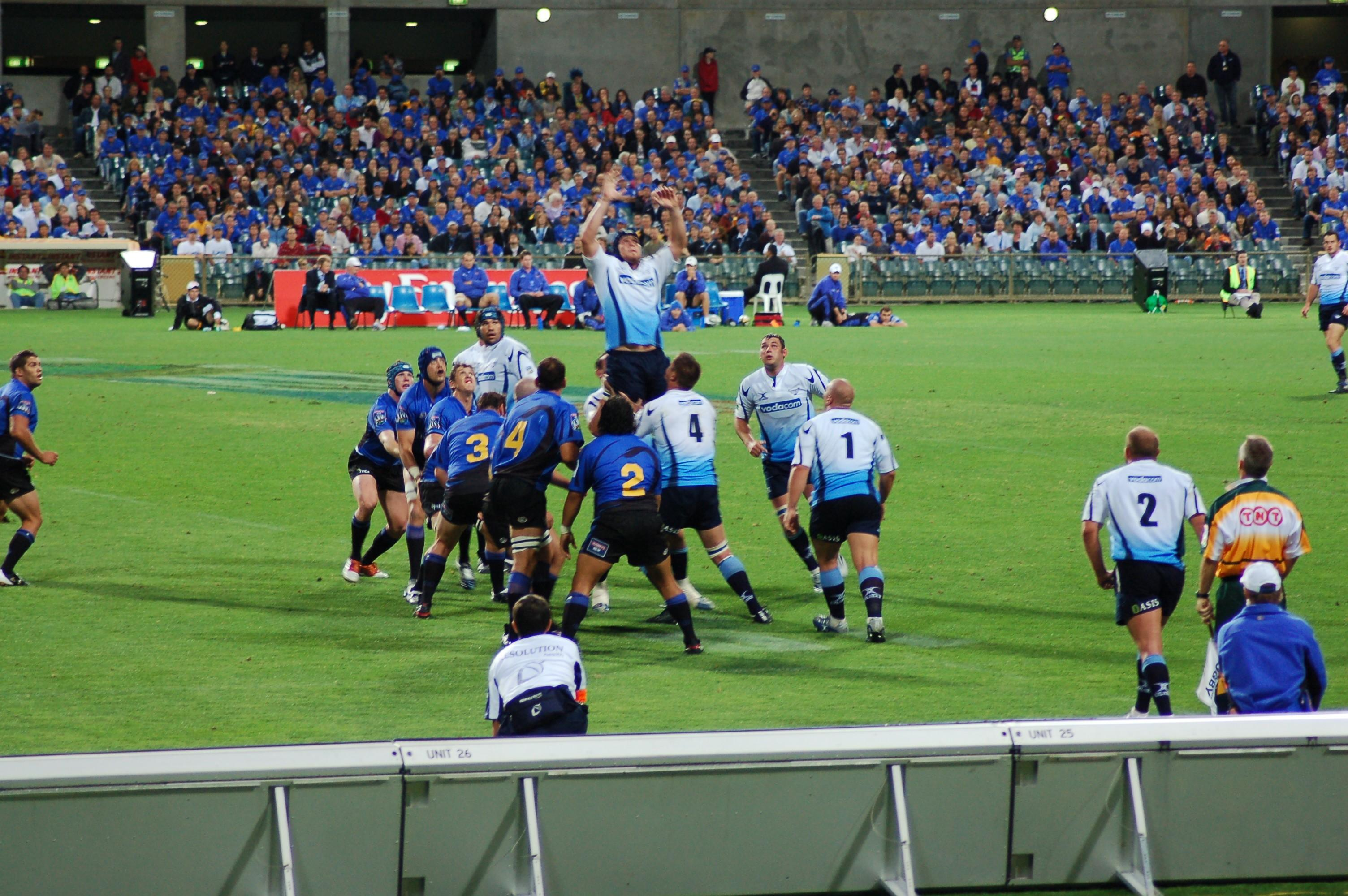
Spotkanie Bulls vs. Western Force

Super Rugby – zawodowa liga rugby union skupiająca czołowe zespoły z Australii, Nowej Zelandii i Południowej Afryki a od 2016 także Japonii i Argentyny. Jest to największa i uznawana za najlepszą ligę południowej półkuli. W przeszłości liga była mniej liczna, zgodnie z czym nosiła nazwę Super 12 (do 2006), a później Super 14 (do 2010).
Osiemnaście zespołów (sześć z Południowej Afryki, po pięć z Australii i Nowej Zelandii oraz po jednym z Japonii i Argentyny) jest podzielonych na dwie grupy (Australazjatycką i Południowoafrykańską), spośród których każda składa się z dwóch konferencji. Drużyny rozgrywają sześć spotkań wewnątrz własnej konferencji oraz dziewięć z zespołami spoza niej.
W tej fazie rozgrywek dostaje się cztery punkty za zwycięstwo i dwa punkty za remis. Przyznawane są również punkty bonusowe: za zdobycie czterech lub więcej przyłożeń w meczu, oraz za porażkę najwyżej siedmioma punktami. Oznacza to, że dwa punkty bonusowe w jednym meczu może zdobyć jedynie drużyna pokonana.
Do fazy play-off awansują zwycięzcy konferencji, a także cztery kolejne zespoły z największą liczbą punktów w całej lidze. W ćwierćfinale zestawia się zespoły według miejsca w łącznej tabeli – pierwszy rywalizuje z ósmym, drugi z siódmym itd. W fazie pucharowej nie rozgrywa się rewanżów. Mecz odbywa się na obiekcie zespołu, który w fazie ligowej zajął wyższą pozycję.

## Historia
Prekursorami rozgrywek Super Rugby były turnieje Super 6, Super 10, Super 12, a ostatnio Super 14.
Rozgrywki Super 6 oryginalnie nazywały się Mistrzostwami Południowego Pacyfiku. Pierwsza edycja Mistrzostw miała miejsce w 1986 roku. Uczestniczyło w niej, jak sama nazwa wskazuje, sześć zespołów: nowozelandzkie regiony: Auckland, Canterbury, Wellington; australijskie prowincje Queensland i Nowa Południowa Walia; oraz reprezentacja Fidżi. W 1992 roku zawody przemianowano na Super 6.
W 1993 roku w Południowej Afryce trwał „demontaż” apartheidu. Zaowocowało to końcem izolacji RPA i dopuszczeniem południowoafrykańskich zespołów do międzynarodowych rozgrywek. Do turnieju zapraszane były: dwa zespoły z Australii, drużyny z czterech pierwszych miejsc z poprzedniego sezonu nowozelandzkich National Provincial Championship, trzy najlepsze zespoły poprzedniego sezonu w południowoafrykańskim Currie Cup, oraz zwycięzca Pacyficznego Pucharu Trzech Narodów: Fidżi, Samoa Zachodnie lub Tonga. W inauguracyjnym sezonie 1993 udział wzięły następujące zespoły: Waikato, Auckland, Otago i North Harbour z Nowej Zelandii; Natal Sharks, Transvaal i Północny Transvaal z Południowej Afryki; Queensland i Nowa Południowa Walia z Australii oraz Samoa Zachodnie. W pierwszym sezonie triumfował zespół Transvaal, a w dwóch kolejnych Queensland.
W 1996, na skutek oficjalnej profesjonalizacji rugby, prócz federacji narodowych, powołano SANZAR (South African, New Zealand and Australian Rugby) – wspólną organizację, która stworzyła ligę Super 12. Wówczas w rozgrywkach brało udział 12 zespołów (5 z Nowej Zelandii, 4 z Afryki Południowej i 3 z Australii). Wraz z upływem lat rozpoczęły się dyskusje o dopuszczeniu piątego zespołu z RPA, czwartego z Australii, drużyny z Argentyny lub Pacyfiku, jak na przykład włączenie do rozgrywek utworzonej w 2004 roku ekipy Pacific Islanders. Ligę powiększono w 2006 roku do 14 drużyn poprzez przyznanie prawa do wystawienia dodatkowego zespołu Australii i Południowej Afryce.
Od sezonu 2011 liga Super Rugby powiększyła się do 15 drużyn po tym jak dopuszczono do rozgrywek australijski zespół Melbourne Rebels.
Od sezonu 2016 dołączyły Sunwolves z Japonii oraz Jaguares z Argentyny jako element rozwoju światowego rugby, drużyny dołączyły do konfederacji południowoafrykańskiej która została podzielona na dwie grupy. Oprócz formatu rozgrywek w Super Rugby zmieniła się nazwa organizacji zarządzającej na SANZAAR (South African, New Zealand Australian and Argentinian Rugby) po włączeniu Argentyny do rozgrywek The Rugby Championship (dawniej Puchar Trzech Narodów)
Decyzją zarządu w roku 2018 liga powróci do formatu z piętnastoma drużynami podzielonymi na trzy konferencje, głównym powodem był zły odbiór zmian przez kibiców i stacje telewizyjne, a także zbyt skomplikowana formuła, znaczyło to iż trzy zespoły będą musiały się pożegnać z ligą. Po naradach postanowiono usunąć z konkursu dwie drużyny południowoafrykańskie i jedną australijską, ostateczne decyzje które drużyny mają zostać usunięte pozostawiono federacjom.
7 lipca 2017 federacja południowoafrykańska (SARU)postanowiła usunąć z konkursu Southern Kings oraz Cheetahs jednocześnie przesuwając obie drużyny do ligi Pro 14 w której swoje mecze rozgrywały drużyny z Walii, Szkocji, Włoch oraz Irlandii.
Ponad miesiąc później, 11 sierpnia 2017 roku, swoją decyzję podjęła federacja australijska ARU. Od początku głównymi kandydatami do wyrzucenia były drużyny Rebels oraz Western Force, po długim okresie zwlekania z decyzją, który media nazwały Super Rugby Saga, postanowiono nie przedłużać licencji Western Force.
W marcu 2019 roku SANZAAR podjęło decyzję o usunięciu z ligi japońskiej drużyny Sunwolves po sezonie 2020, zapowiadając tym samym powrót do formuły ligi czternastodrużynowej. Jako jeden z głównych powodów takiej decyzji podano przyczyny finansowe, Japoński Związek Rugby zapowiedział zmniejszenie dotacji dla drużyny Sunwolves po sezonie 2020, klub zwrócił się do SANZAAR o pokrycie różnicy tłumacząc to "dobrem rugby w Japonii" spotykając się z odmową. W wyniku braku zgody postanowiono usunąć klub z ligi.

## Zespoły
Wykres przedstawiający czasookresy w których występowały drużyny lidze Super Rugby (pomarańczowe kreski oznaczają zmianę liczby drużyn w lidze i jej reorganizację)
Drużyny ligi Super Rugby występują na zasadach franczyzy – federacje krajowe otrzymują prawo do wystawienia w lidze określonej liczby zespołów. Drużyny Super Rugby istnieją obok lokalnych drużyn krajowych, także dlatego, że sezon Super Rugby nie pokrywa się z sezonem lig krajów SANZAAR. W Australii każdy z pięciu zespołów jest właściwy dla terytorium jednego stanu (lub jego części). Drużyna taka może powoływać zawodników z dowolnego zespołu podlegającego jej terytorialnie, a także osobno zatrudniać określoną liczbę graczy. Nowa Zelandia podzielona jest na 26 regionów rugby, z czego 14 występuje w najwyższej nowozelandzkiej klasie rozgrywkowej: National Provincial Championship. Każdy z tych regionów podporządkowany jest odpowiedniemu zespołowi Super Rugby. Podobnie sytuacja kształtuje się w Południowej Afryce. Tam terytorium państwa podzielone jest między 14 regionalnych drużyn występujących w Currie Cup. Każdy zespół Super Rugby skupia jeden lub więcej takich „okręgów”. Niejednokrotnie klub występujący w rozgrywkach krajowych stanowi trzon klubu Super Rugby, jak np. Natal Sharks i Sharks, Blue Bulls i Bulls, czy Wellington Lions i Hurricanes. Czasem w nazwach klubów z ligi Super Rugby stosuje się nazwy miast (odpowiednio Durban, Pretoria i Wellington), jednak nie jest to ścisłe określenie, gdyż kluby nie reprezentują jedynie tych ośrodków.
| Kraj              | Klub           | Miasto/Terytorium/Kraj | Stadion (Pojemność) | Sezony w lidze         |
| ----------------- | -------------- | --- | --- | ---------------------- |
| Argentyna         | Jaguares       | całe terytorium Argentyny | Estadio José Amalfitani, Buenos Aires (49 540)                                                                                       | 2016-obecnie           |
| Australia         | Brumbies       | Australijskie Terytorium Stołeczne - południowa Nowa Południowa Walia, w tym: Canberra, Queanbeyan, Nowra i Albury | Canberra Stadium, Canberra (25 011)                                                                                                  | 1996-obecnie           |
| Australia         | Rebels         | Wiktoria - cały stan Wiktoria, w tym Wielkie Melbourne, Geelong, Western Districts i The Mallee, Sunraysia na południe od rzeki Murray, środkowe Goldfields of Ballarat i Bendigo oraz Gippsland. Być może terytorium to zostanie w przyszłości powiększone o Tasmanię | Melbourne Rectangular Stadium, Melbourne (31 500)                                                                                    | 2011-obecnie           |
| Australia         | Reds           | Queensland - całe Queensland, w tym Brisbane, Gold Coast, Cairns i Rockhampton | Lang Park, Milton (52 500) | 1996-obecnie           |
| Australia         | Waratahs       | Nowa Południowa Walia - północna i centralna Nowa Południowa Walia, w tym: Sydney, Newcastle, Tamworth i Coffs Harbour | Sydney Football Stadium, Sydney (45 500)                                                                                             | 1996-obecnie           |
| Australia         | Western Force  | Australia Zachodnia - cała Australia Zachodnia, w tym Perth, Mandurah, Bunbury i Kalgoorlie | Subiaco Oval, Perth (42 922) | 2006-2017              |
| Japonia           | Sunwolves      | całe terytorium Japonii | - Chichibunomiya Rugby Stadium, Tokio (27 188) - Stadion Narodowy, Singapur (55 000)                                                 | 2016-obecnie           |
| Nowa Zelandia     | Blues          | Regiony Auckland, Northland, oraz North Harbour - Północny Półwysep Auckland i większa część aglomeracji Auckland. | - Eden Park, Auckland (45 472) - North Harbour Stadium, Albany (25 000)                                                              | 1996-obecnie           |
| Nowa Zelandia     | Chiefs         | Regiony: Waikato, Zatoka Obfitości i hrabstwa Manukau - środkowa i wschodnia część Wyspy Północnej, w tym: Hamilton, południowe Auckland, Tauranga i Rotorua | Waikato Stadium, Hamilton (25 800)                                                                                                   | 1996-obecnie           |
| Nowa Zelandia     | Crusaders      | Regiony: Canterbury i Tasman - północna i środkowa część Wyspy Południowej, w tym: Christchurch, Nelson, Blenheim i Timaru | Lancaster Park, Christchurch (36 000)                                                                                                | 1996-obecnie           |
| Nowa Zelandia     | Highlanders    | Regiony: Otago i Southland - południe Wyspy Południowej, w tym: Dunedin i Invercargill | - Forsyth Barr Stadium, Dunedin (30 000) - Rugby Park Stadium, Invercargill (25 000) - Queenstown Events Centre, Queenstown (19 000) | 1996-obecnie           |
| Nowa Zelandia     | Hurricanes     | Regiony: Wellington, Taranaki, Manawatu, i Hawke’s Bay - południowa i południowo-zachodnia część Wyspy Północnej, w tym: Wellington, Palmerston North, New Plymouth i Napier                                                                                           | Westpac Stadium, Wellington (34 500)                                                                                                 | 1996-obecnie           |
| Południowa Afryka | Bulls          | Pretoria - okręg Pretoria, East Rand i prowincja Limpopo | Loftus Versfeld, Pretoria (51 762)                                                                                                   | 1997-obecnie           |
| Południowa Afryka | Cheetahs       | Bloemfontein - prowincja Wolne Państwo i Prowincja Przylądkowa Północna | Free State Stadium, Bloemfontein (36 538)                                                                                            | 2005-2017              |
| Południowa Afryka | Lions          | Johannesburg - prowincja Gauteng, prowincja Mpumalanga i Prowincja Północno-Zachodnia | Ellis Park, Johannesburg (59 611) | 1996-2012,2014-obecnie |
| Południowa Afryka | Sharks         | Durban - prowincja KwaZulu-Natal | Kings Park Stadium, Durban (55 000)                                                                                                  | 1993-obecnie           |
| Południowa Afryka | Southern Kings | Port Elizabeth - Prowincja Przylądkowa Wschodnia oraz wschodnia część Prowincji Przylądkowej Zachodniej | Nelson Mandela Bay Stadium, Port Elizabeth (46 000)                                                                                  | 2013,2016,2017         |
| Południowa Afryka | Stormers       | Kapsztad - północna część Prowincji Przylądkowej Zachodniej | Newlands Stadium, Kapsztad (51 900)                                                                                                  | 1996,1998-obecnie      |

## Zwycięzcy
| Sezon | Zwycięzca   | Wynik | Finalista   |
| ----- | ----------- | ----- | ----------- |
| 1996  | Blues       | 45:21 | Sharks      |
| 1997  | Blues       | 23:7  | Brumbies    |
| 1998  | Crusaders   | 20:13 | Blues       |
| 1999  | Crusaders   | 24:19 | Highlanders |
| 2000  | Crusaders   | 20:19 | Brumbies    |
| 2001  | Brumbies    | 36:6  | Sharks      |
| 2002  | Crusaders   | 31:13 | Brumbies    |
| 2003  | Blues       | 21:17 | Crusaders   |
| 2004  | Brumbies    | 47:38 | Crusaders   |
| 2005  | Crusaders   | 35:25 | Waratahs    |
| 2006  | Crusaders   | 19:12 | Hurricanes  |
| 2007  | Bulls       | 20:19 | Sharks      |
| 2008  | Crusaders   | 20:12 | Waratahs    |
| 2009  | Bulls       | 61:17 | Chiefs      |
| 2010  | Bulls       | 25:17 | Stormers    |
| 2011  | Reds        | 18:13 | Crusaders   |
| 2012  | Chiefs      | 37:6  | Sharks      |
| 2013  | Chiefs      | 27:22 | Brumbies    |
| 2014  | Waratahs    | 33:32 | Crusaders   |
| 2015  | Highlanders | 21:14 | Hurricanes  |
| 2016  | Hurricanes  | 20:3  | Lions       |
| 2017  | Crusaders   | 25:17 | Lions       |
| 2018  | Crusaders   | 37:18 | Lions       |